# The Vampire Dies in No Time
The Vampire Dies in No Time (jap. 吸血鬼すぐ死ぬ Kyūketsuki sugu shinu) – manga autorstwa Itaru Bonnokiego, publikowana na łamach magazynu „Shūkan Shōnen Champion” wydawnictwa Akita Shoten od czerwca 2015. Na jej podstawie studio Madhouse wyprodukowało serial anime, który był emitowany od października do grudnia 2021. Drugi sezon emitowano od stycznia do marca 2023.

## Fabuła
Ronaldo jest słynnym łowcą wampirów, który otrzymuje zadanie pokonania niezwyciężonego wampira Draluca i uratowania chłopca, którego porwał. Do dotarciu do jego rezydencji szybko okazuje się, że wampir „niezwyciężony” jest tylko z nazwy, ponieważ umiera on od najsłabszego ataku, chłopiec zaś, który był uważany za zakładnika, po prostu zakrada się regularnie do zamku, aby grać w ogromną kolekcję gier wideo Draluca. W wyniku powstałego chwilę później chaosu rezydencja zostaje zniszczona, a bezdomny Draluc wprowadza się do mieszkania Ronaldo, ku jego niezadowoleniu. Od tej pory dwójka staje się nieoficjalnymi partnerami, stawiającymi czoła wampirom i innym zagrożeniom.

## Bohaterowie
- Draluc (jap. ドラルク Doraruku)

Seiyū: Jun Fukuyama 
- Ronaldo (jap. ロナルド Ronarudo)

Seiyū: Makoto Furukawa 
- John (jap. ジョン Jon)

Seiyū: Mutsumi Tamura 
- Hinaichi (jap. ヒナイチ)

Seiyū: Natsumi Hioka 
- Tо̄ Handa (jap. 半田 桃 Handa Tо̄)

Seiyū: Yoshitsugu Matsuoka 
- Hiyoshi (jap. ヒヨシ)

Seiyū: Daisuke Ono 
- Sagyō (jap. サギョウ)

Seiyū: Kōtarō Nishiyama 
- Kantarō Kei (jap. ケイ・カンタロウ Kei Kantarō)

Seiyū: Seiichirō Yamashita 
- Satetsu (jap. サテツ)

Seiyū: Yoshimasa Hosoya 
- Shot (jap. ショット Shotto)

Seiyū: Atsushi Tamaru 
- Maria (jap. マリア)

Seiyū: Yōko Hikasa 
- Ta Chan (jap. ター・チャン Tā Chan)

Seiyū: Kaori Ishihara 
- Fukuma (jap. フクマ)

Seiyū: Shun’ichi Toki 
- Yomotsuzaka (jap. ヨモツザカ)

Seiyū: Takehito Koyasu 
- Kameya (jap. カメ谷)

Seiyū: Takayuki Kondō 

## Manga
Pierwszy rozdział mangi został opublikowany 25 czerwca 2015 w magazynie „Shūkan Shōnen Champion”. Następnie wydawnictwo Akita Shoten rozpoczęło zbieranie rozdziałów do wydań w formacie tankōbon, których pierwszy tom ukazał się 8 grudnia tego samego roku. Według stanu na 8 lutego 2023, do tej pory wydano 24 tomy.
| Nr | Data wydania (język japoński) | ISBN (język japoński)  |
| -- | ----------------------------- | ---------------------- |
| 1  | 8 grudnia 2015                | ISBN 978-4-253-22279-2 |
| 2  | 8 kwietnia 2016               | ISBN 978-4-253-22280-8 |
| 3  | 8 lipca 2016                  | ISBN 978-4-253-22281-5 |
| 4  | 8 listopada 2016              | ISBN 978-4-253-22282-2 |
| 5  | 8 marca 2017                  | ISBN 978-4-253-22283-9 |
| 6  | 8 czerwca 2017                | ISBN 978-4-253-22284-6 |
| 7  | 6 października 2017           | ISBN 978-4-253-22285-3 |
| 8  | 8 lutego 2018                 | ISBN 978-4-253-22323-2 |
| 9  | 8 czerwca 2018                | ISBN 978-4-253-22324-9 |
| 10 | 5 października 2018           | ISBN 978-4-253-22325-6 |
| 11 | 8 stycznia 2019               | ISBN 978-4-253-22326-3 |
| 12 | 8 kwietnia 2019               | ISBN 978-4-253-22327-0 |
| 13 | 8 sierpnia 2019               | ISBN 978-4-253-22328-7 |
| 14 | 6 grudnia 2019                | ISBN 978-4-253-22329-4 |
| 15 | 8 maja 2020                   | ISBN 978-4-253-22330-0 |
| 16 | 6 listopada 2020              | ISBN 978-4-253-22231-0 |
| 17 | 8 kwietnia 2021               | ISBN 978-4-253-22232-7 |
| 18 | 8 września 2021               | ISBN 978-4-253-22233-4 |
| 19 | 7 stycznia 2022               | ISBN 978-4-253-22234-1 |
| 20 | 8 marca 2022                  | ISBN 978-4-253-22235-8 |
| 21 | 8 czerwca 2022                | ISBN 978-4-253-28191-1 |
| 22 | 8 września 2022               | ISBN 978-4-253-28192-8 |
| 23 | 8 grudnia 2022                | ISBN 978-4-253-28193-5 |
| 24 | 8 lutego 2023                 | ISBN 978-4-253-28194-2 |

## Anime
Adaptacja anime w oparciu o mangę została ogłoszona w 23. numerze magazynu „Shūkan Shōnen Champion”, wydanym 7 maja 2020. Później ujawniono, że będzie to serial telewizyjny zanimowany przez studio Madhouse i wyreżyserowany przez Hiroshiego Kōjinę. Scenariusz napisała Yukie Sugawara, postacie zaprojektowała Mayuko Nakano, a muzykę skomponował Ryō Takahashi. Seria była emitowana od 4 października do 20 grudnia 2021 w stacjach Tokyo MX, BS11, tvk, KBS Kyoto i SUN. Prawa do streamingu serii nabyło Funimation. Po przejęciu Crunchyroll przez Sony seria została przeniesiona do tegoż serwisu.
Po emisji finałowego odcinka serialu zapowiedziano powstanie drugiego sezonu. Członkowie ekipy produkcyjnej z pierwszego sezonu powrócili do prac nad serialem. Emisja rozpoczęła się 9 stycznia i zakończyła 27 marca 2023.

### Ścieżka dźwiękowa
| Seria          | Tytuł                | Wykonawcy                   | Źródło   |
| Czołówka       | Czołówka             | Czołówka                    | Czołówka |
| -------------- | -------------------- | --------------------------- | -------- |
| 1              | „Dies in No Time”    | Jun Fukuyama                | [ 40 ]   |
| 2              | „New Drama Paradise” | Jun Fukuyama                | [ 41 ]   |
| Napisy końcowe |                      |                             |          |
| 1              | „Strangers”          | Daisuke Ono, Takayuki Kondō | [ 42 ]   |
| 2              | „Cozy Crazy Party!”  | Daisuke Ono, Takayuki Kondō | [ 41 ]   |